# Thisted
Thisted est une commune du Danemark, dans la région du Jutland du Nord ; c’est également le nom de son chef-lieu et ville principale. La municipalité couvre une superficie de 1 101,65 km2 et compte une population totale de 43 660 habitants en 2019.

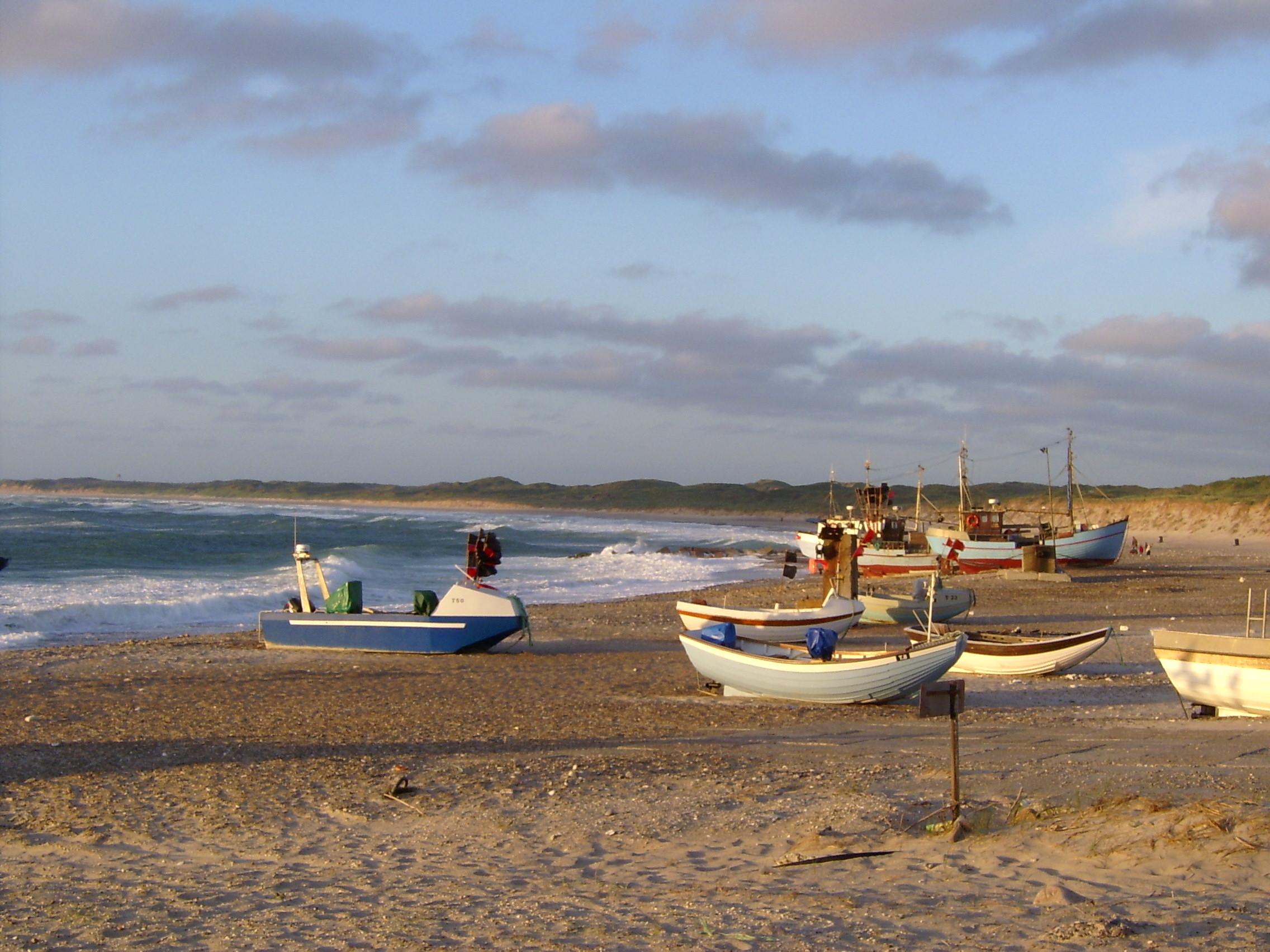
Plage dans la commune de Thisted

## Histoire
Le nom de la ville a pour source le nom du dieu germanique Tyr.

## Politique et administration

### Historique
Son maire est Lene Kjelgaard.

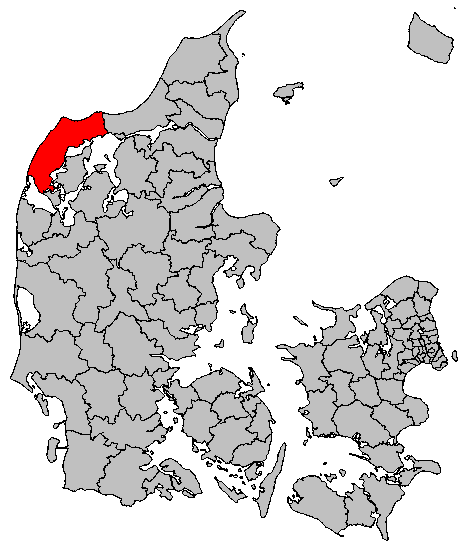
La commune de Thisted

L’actuelle commune de Thisted a été créée le 1er janvier 2007, à la suite d'une réforme communale, par la fusion de l’ancienne commune homonyme et des communes de Hanstholm et de Sydthy.
| Période          | Période          | Identité         | Étiquette        | Qualité |
| ---------------- | ---------------- | ---------------- | ---------------- | ------- |
| 1er janvier 2007 | 31 décembre 2009 | Erik Hove Olesen | Social démocrate |         |
| 1er janvier 2010 | En cours         | Lene Kjelgaard   | Venstre          |         |

### Politique environnementale
La structure intercommunale s’est lancée depuis le début des années 80 dans le développement des énergies renouvelables.
- Environ 70 % de la production de chaleur provient de l'incinération des déchets. Durant la période de froid, qui s’étale de septembre à mai, une unité d’incinération de paille est utilisée en complément (pour 20 % du total), et la géothermie fournit les 10 % restant.
- 226 éoliennes produisent 84 % de la consommation électrique locale. On compte également 11 unités de biogaz ; et chez les particuliers, 1 900 panneaux photovoltaïques et une centaine de petites éoliennes. Une installation-pilote de production d’énergie solaire par concentration a une capacité de 500 MWh
- Des pompes à chaleur à absorption qui réalisent un échange thermique avec les eaux souterraines permettent la climatisation des bâtiments[1].

## Personnalités liées à la commune
- Jens Peter Jacobsen (1847-1885), écrivain danois né à Thisted.
- Bent Larsen (1935-2010), joueur d'échecs danois né à Thisted.

## Culture et patrimoine

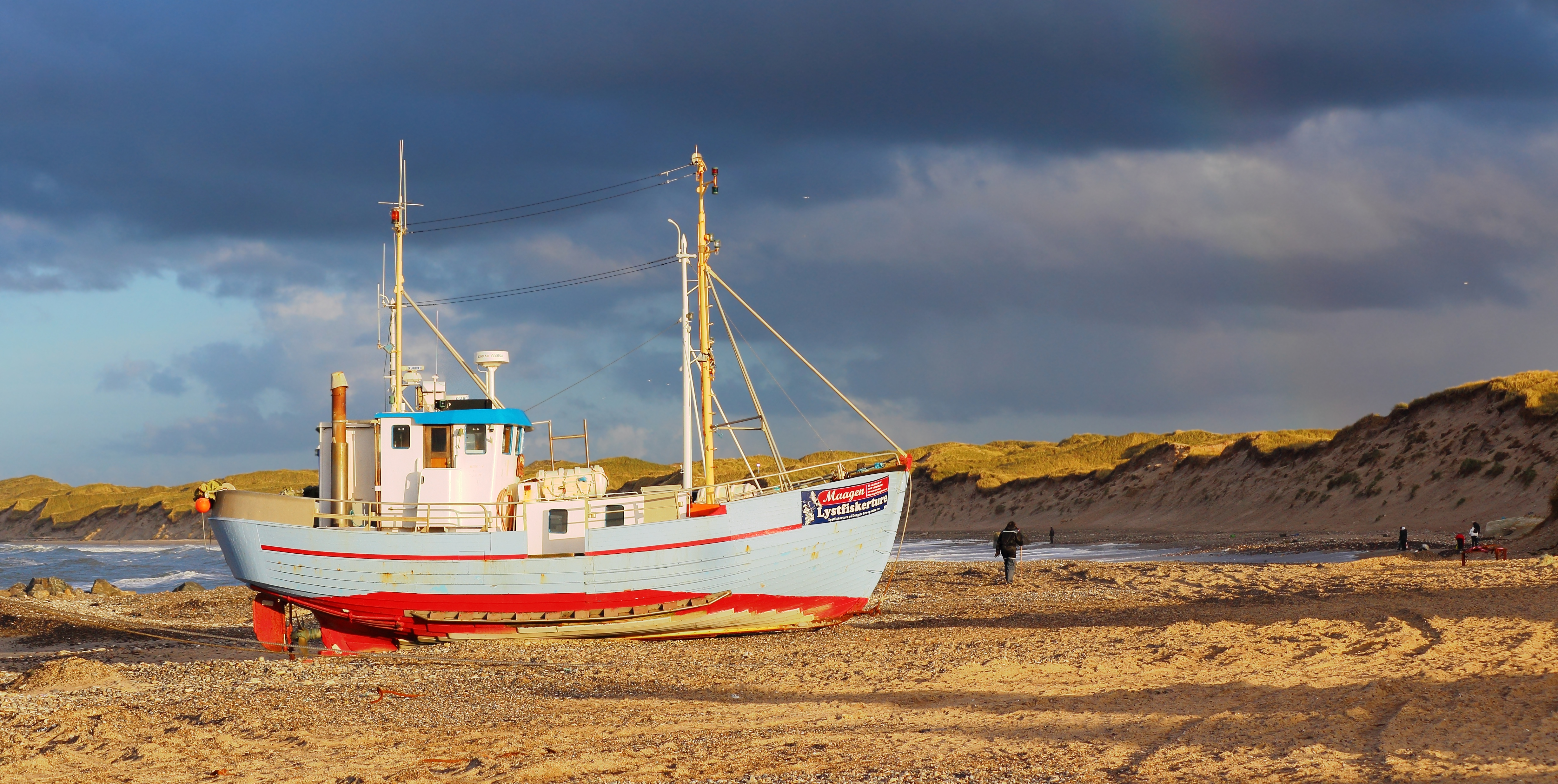
Un bateau de pêche de loisir échoué sur la plage de Nørre Vorupør.
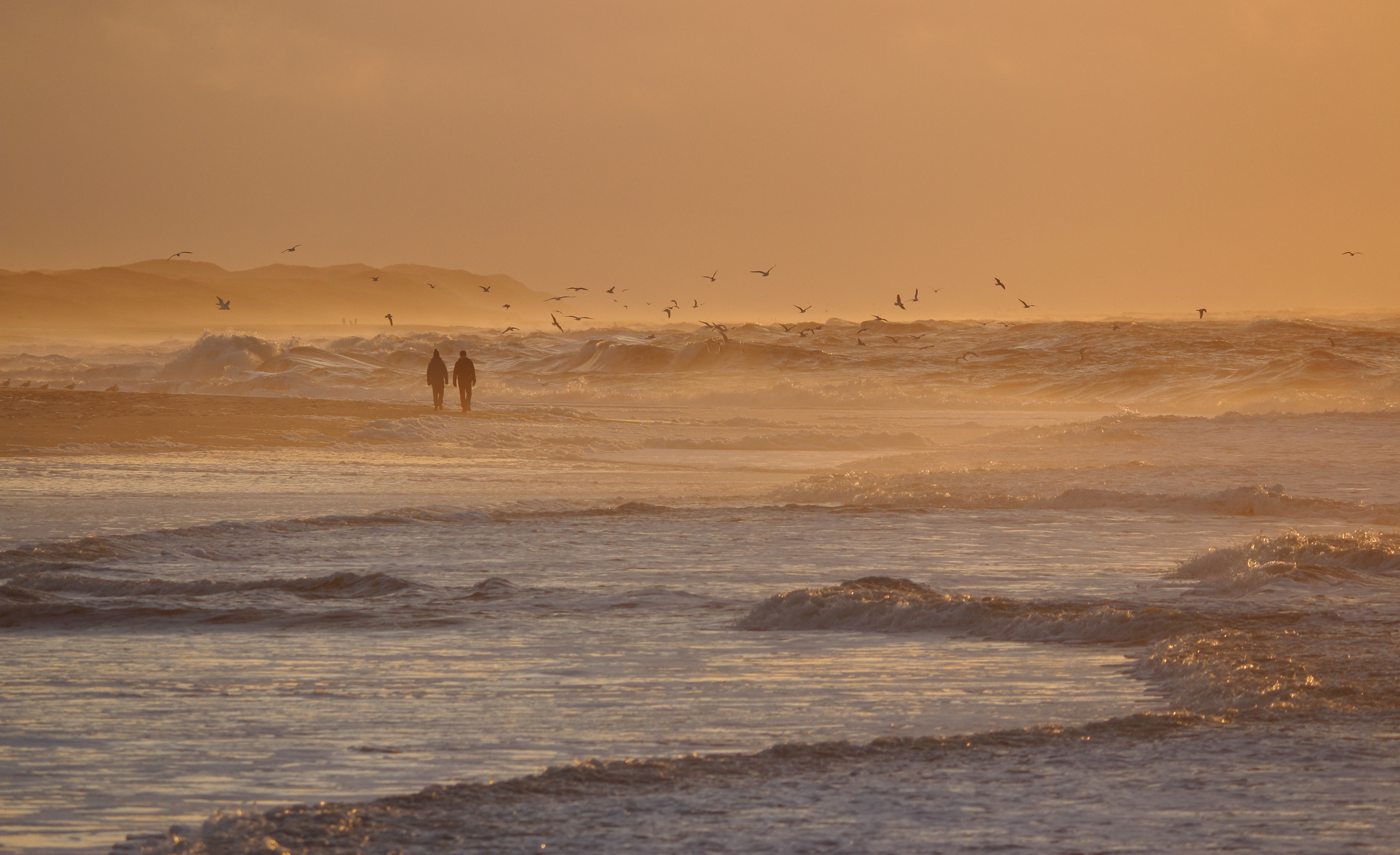
Une plage de Nørre Vorupør au soleil couchant.